# H2-гистаминовый рецептор
H2-гистами́новый реце́птор (сокр. H2), также H2-реце́птор — интегральный мембранный белок, один из 4-х гистаминовых рецепторов, относится к группе родопсинподобных рецепторов, связанных с G-белком (GPCR). Активируется посредством связывания гистамина, положительно связан с аденилатциклазой через Gs. Он является мощным стимулятором генерации цАМФ, который приводит к активации протеинкиназы А. У человека ген, кодирующий рецептор — HRH2, локализован на длинном плече (q-плече) 5-й хромосомы.
Белок состоит из последовательности 359 аминокислот и имеет молекулярную массу — 40098 Да.

## Функции
Гистамин является вездесущей молекулой мессенджером, высвобождаемой из тучных клеток, энтерохромаффиноподобных клеток и нейронов. Его различные действия опосредуются гистаминовыми рецепторами H1, H2, H3 и H4. H2-гистаминовые рецепторы стимулируют секрецию желудочного сока. Он также регулирует желудочно-кишечную подвижность и кишечную секрецию и, как полагают, участвует в регуляции роста и дифференцировки клеток.

## Локализация рецепторов
Гистамин-H2-рецепторы экспрессируются в следующих тканях:
Периферические ткани
- Желудочные париетальные клетки (оксинтические клетки)
- Гладкие мышцы сосудов
- Нейтрофилы
- Тучные клетки
- Сердце
- Матка

Ткани центральной нервной системы
- Хвостатое ядро—путамен (скорлупа)
- Кора головного мозга (внешние слои)
- Гиппокамповая формация
- Зубчатое ядро мозжечка

## Физиологические реакции
Активация H2-рецептора приводит к следующим физиологическим реакциям:
- Стимуляция секреции желудочного сока (цель антигистаминных препаратов (действующие на рецепторы H2) при язвенной болезни и гастроэзофагеальной рефлюксой болезни)
- Релаксация гладкой мускулатуры (Экспериментальный агонист H2-гистаминового рецептора, используемый для лечения бронхиальной астмы и ХОБЛ)
- Ингибирование синтеза антител, пролиферацию Т-клеток и производство цитокинов
- Вазодилатация — активность протеинкиназы A вызывает фосфорилирование киназы лёгких цепей миозина (MLCK), уменьшая его активность, в результате чего MLC миозина дефосфорилируется  до MLCP и, таким образом, ингибирует сокращение. Релаксация гладких мышц приводит к расширению сосудов[5].
- Ингибирование активации нейтрофилов и хемотаксиса[4].